# Séparateur à air

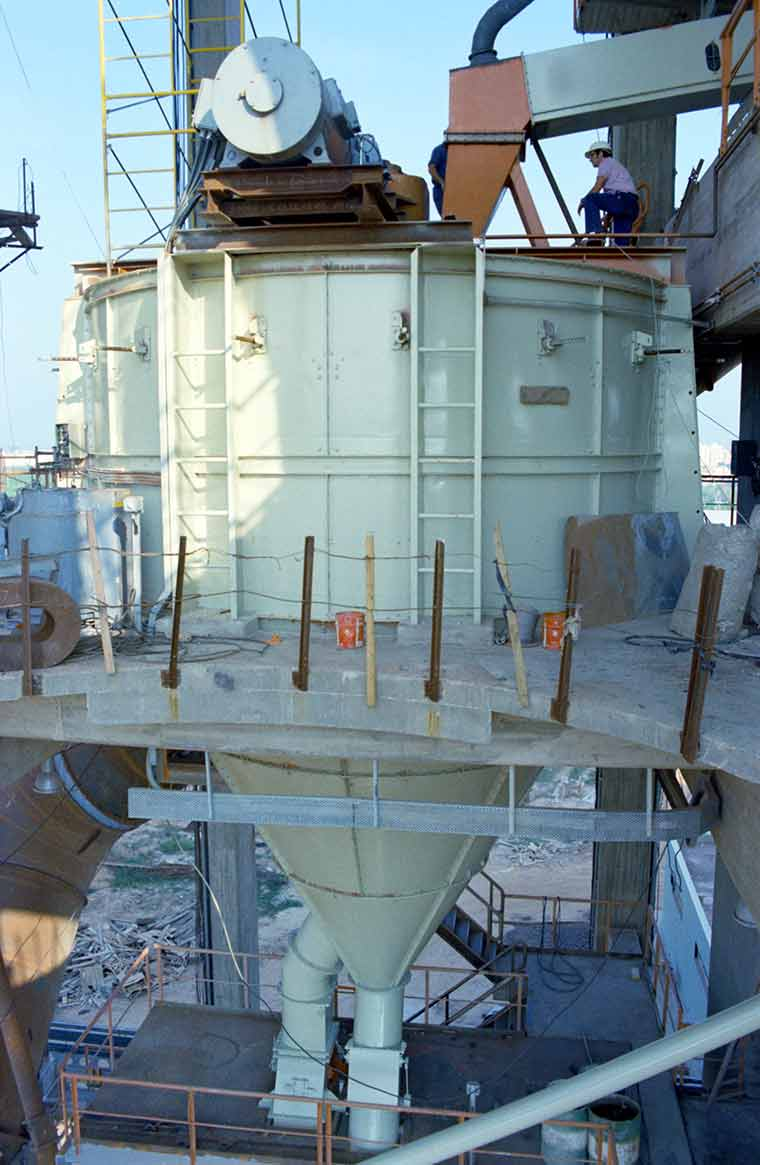
Séparateur à air.

Un séparateur à air est un appareil permettant de séparer les particules qu'il reçoit selon leur taille, forme et densité.
Introduit dans la machine, le produit tombe sur le moyeu de distribution en rotation. La force centrifuge le projette à travers les ouvertures : les grosses particules sont projetées vers la périphérie, leur vitesse diminue et, sous l'action de la gravité, elles tombent dans le cône des refus d'où elles sont évacuées, ou renvoyées au broyeur.
Les particules fines sont entraînées par l'air ascendant vers la zone de séparation où les palettes de sélection leur impriment une force centrifuge supplémentaire qui élimine les refus. Les fines tombent dans le cône extérieur tandis que l'air est aspiré à nouveau par le ventilateur principal à travers les vannes de retour d'air.
Les séparateurs à air sont couramment utilisés dans les procédés industriels, où un grand volume de matériaux mélangés avec différentes caractéristiques physiques doivent être triés rapidement et efficacement. Le séparateur à air est utile pour l’industrie du ciment, pharmaceutique, cosmétique, chimique, le contrôle de la pollution, la transformation des aliments et aussi les pigments.
À titre d’exemple, les centres de recyclage où différents types de métal, de papier et de plastique mélangés entre eux arrivent et doivent être triés avant tout autre traitement.